# 中国地方の郵便番号

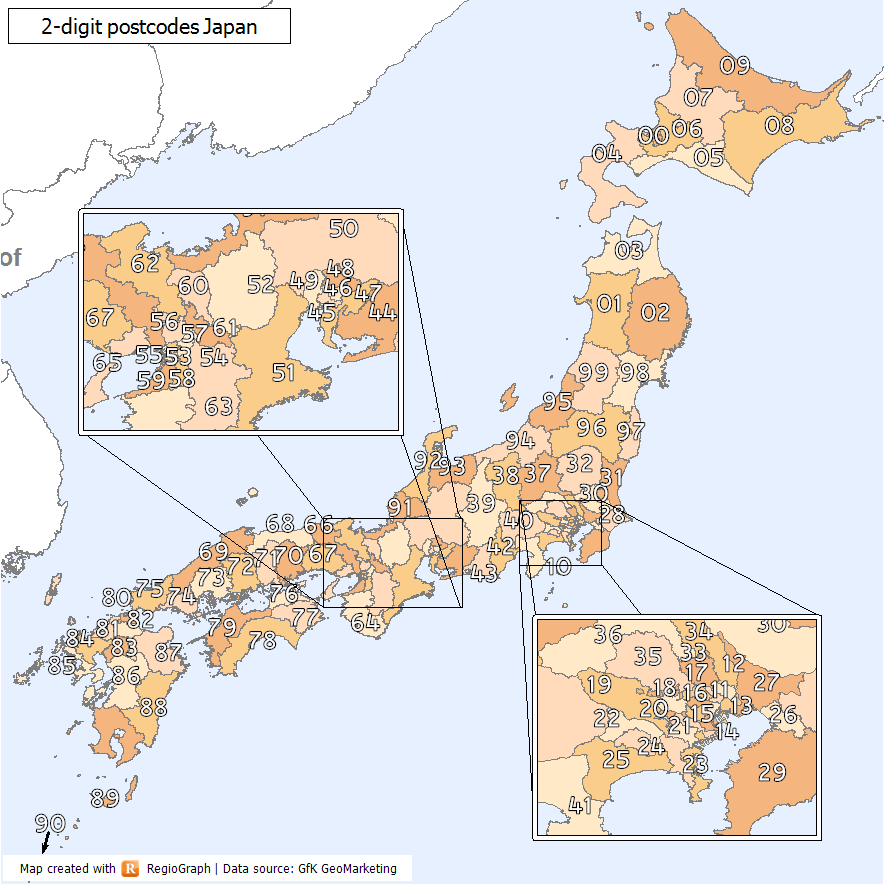
地域番号地図

中国地方の郵便番号（ちゅうごくちほうのゆうびんばんごう）では、日本の中国地方に割り当てられた郵便番号の一覧を示す。

## 郵便番号一覧

### 表記法など
郵便番号と集配局・管轄局の情報は日本郵便が公表する資料に基づく。郵便番号の頭3桁または5桁を「郵便区番号」といい、下記の一覧に郵便番号の上5桁と一致するものがある場合はその5桁がそのまま郵便区番号となり、上5桁では一致するものがなく上3桁と一致する郵便区番号がある場合はその3桁が郵便区番号となる。
ここでは、資料「郵便区番号一覧」中の凡例より、番号に対し単一の郵便局が記されている場合は集配局・管轄局を同一として記し、「○○（●●）」の形式で記されている場合は括弧内に記された郵便局名（●●）を集配局、括弧の左に記された郵便局名（○○）を管轄局として表記している。なお、これは一部地域を除き2007年（平成19年）の郵政民営化から2012年（平成24年）の間の運営体系であった「郵便事業○○支店●●集配センター」の体制をそのまま引き継いだものである。
各郵便区・郵便番号と担当区域については「郵便番号データダウンロード」 (PDF) の資料を参照している。

### 地域番号68（鳥取県（島根県の隠岐諸島を含む））
他の県と違い、途中の郵便番号(686から688)が実在しない。
| 郵便区番号 | 管轄局         | 集配局         | 担当区域（一部または全域） | 備考 |
| ---------- | -------------- | -------------- | -------------------------- | --- |
| 680        | 鳥取中央郵便局 | 鳥取中央郵便局 | 鳥取市                     | |
| 680-01     | 鳥取中央郵便局 | 鳥取中央郵便局 | 鳥取市                     | 2006年10月15日まで国府郵便局（現・因幡万葉の郷郵便局）の担当 |
| 680-02     | 鳥取中央郵便局 | 鳥取中央郵便局 | 鳥取市                     | 2006年10月15日まで中河原郵便局の担当 |
| 680-03     | 鳥取中央郵便局 | 郡家郵便局     | 八頭郡八頭町               | 2006年10月15日まで中私都郵便局の担当 |
| 680-04     | 鳥取中央郵便局 | 郡家郵便局     | 八頭郡八頭町               | |
| 680-05     | 鳥取中央郵便局 | 郡家郵便局     | 八頭郡八頭町               | 2012年9月30日まで八頭郵便局の担当 |
| 680-06     | 鳥取中央郵便局 | 郡家郵便局     | 八頭郡八頭町               | 2015年3月1日まで丹比郵便局の担当 |
| 680-07     | 鳥取中央郵便局 | 若桜郵便局     | 八頭郡若桜町               | |
| 680-11     | 鳥取中央郵便局 | 鳥取中央郵便局 | 鳥取市                     | 2006年10月15日まで美穂郵便局の担当 |
| 680-12     | 鳥取中央郵便局 | 鳥取中央郵便局 | 鳥取市                     | 2016年10月2日まで河原郵便局の担当 |
| 680-14     | 鳥取中央郵便局 | 鳥取中央郵便局 | 鳥取市                     | 2006年10月15日まで吉岡郵便局の担当 |
| 681        | 鳥取中央郵便局 | 岩美郵便局     | 岩美郡岩美町               | 2007年3月4日まで岩美郵便局の担当 2016年3月6日まで鳥取中央郵便局の担当                                                                                              |
| 682        | 倉吉郵便局     | 倉吉郵便局     | 倉吉市                     | 1970年2月21日まで一部区域は上井郵便局（現・倉吉福庭郵便局）の担当                                                                                                  |
| 682-01     | 倉吉郵便局     | 三朝郵便局     | 東伯郡三朝町               | 1991年3月24日まで旭郵便局 1991年3月24日まで一部区域は旧・三朝郵便局（現・三朝温泉郵便局）の担当                                                                    |
| 682-03     | 倉吉郵便局     | 三朝郵便局     | 東伯郡三朝町               | 2000年まで一部区域は三朝郵便局の担当 2006年10月15日まで穴鴨郵便局の担当                                                                                            |
| 682-04     | 倉吉郵便局     | 倉吉郵便局     | 倉吉市                     | 2006年10月15日まで関金郵便局の担当 |
| 682-06     | 倉吉郵便局     | 倉吉郵便局     | 倉吉市                     | 2006年10月15日まで高城郵便局の担当 |
| 682-07     | 倉吉郵便局     | 倉吉郵便局     | 東伯郡湯梨浜町             | 2006年10月15日まではわい郵便局の担当 |
| 683        | 米子郵便局     | 米子郵便局     | 鳥取県、島根県全域         | 窓口、地域区分業務のみ 島根県（隠岐諸島を除く）はゆうパックの地域区分業務のみ                                                                                      |
| 683        | 米子郵便局     | 集配分室       | 米子市                     | 集配業務のみ 2018年まで米子郵便局の担当 |
| 683-01     | 米子郵便局     | 集配分室       | 米子市                     | 1998年8月23日まで大篠津郵便局の担当 2018年まで米子郵便局の担当 |
| 683-02     | 米子郵便局     | 集配分室       | 西伯郡南部町、米子市       | 2006年10月15日まで会見郵便局の担当 2018年まで米子郵便局の担当 |
| 683-03     | 米子郵便局     | 集配分室       | 西伯郡南部町               | 2006年10月15日まで西伯郵便局の担当 2018年まで米子郵便局の担当 |
| 684        | 境港郵便局     | 境港郵便局     | 境港市                     | |
| 684-01     | 米子郵便局     | 知夫郵便局     | 隠岐郡知夫村<島根県>       | |
| 684-02     | 米子郵便局     | 別府郵便局     | 隠岐郡西ノ島町<島根県>     | 2016年10月2日まで浦郷郵便局の担当 |
| 684-03     | 米子郵便局     | 別府郵便局     | 隠岐郡西ノ島町<島根県>     | |
| 684-04     | 米子郵便局     | 菱浦郵便局     | 隠岐郡海士町<島根県>       | 1995年3月12日まで一部区域は崎郵便局の担当 |
| 685        | 米子郵便局     | 西郷郵便局     | 隠岐郡隠岐の島町<島根県>   | |
| 685-01     | 米子郵便局     | 西郷郵便局     | 隠岐郡隠岐の島町<島根県>   | 2006年10月15日まで都万郵便局の担当 |
| 685-03     | 米子郵便局     | 西郷郵便局     | 隠岐郡隠岐の島町<島根県>   | 2006年10月15日まで五箇郵便局の担当 |
| 685-04     | 米子郵便局     | 西郷郵便局     | 隠岐郡隠岐の島町<島根県>   | 2006年10月15日まで布施郵便局の担当 |
| 689-01     | 鳥取中央郵便局 | 鳥取中央郵便局 | 鳥取市                     | 2006年10月15日まで福部郵便局の担当 |
| 689-02     | 鳥取中央郵便局 | 浜村郵便局     | 鳥取市                     | 2015年3月1日まで宝木郵便局の担当 |
| 689-03     | 鳥取中央郵便局 | 浜村郵便局     | 鳥取市                     | |
| 689-04     | 鳥取中央郵便局 | 浜村郵便局     | 鳥取市                     | 2003年まで一部区域は浜村郵便局の担当 2015年3月1日まで鹿野郵便局の担当                                                                                              |
| 689-05     | 鳥取中央郵便局 | 青谷郵便局     | 鳥取市                     | |
| 689-06     | 倉吉郵便局     | 倉吉郵便局     | 東伯郡湯梨浜町             | 2019年10月14日まで泊郵便局の担当 |
| 689-07     | 倉吉郵便局     | 倉吉郵便局     | 東伯郡湯梨浜町             | 2019年10月14日まで松崎郵便局の担当 |
| 689-11     | 鳥取中央郵便局 | 鳥取中央郵便局 | 鳥取市                     | 2006年10月15日まで津ノ井郵便局の担当 |
| 689-12     | 鳥取中央郵便局 | 用瀬郵便局     | 鳥取市                     | |
| 689-13     | 鳥取中央郵便局 | 佐治郵便局     | 鳥取市                     | |
| 689-14     | 鳥取中央郵便局 | 智頭郵便局     | 八頭郡智頭町               | 1984年7月8日まで一部区域は山形郵便局の担当 |
| 689-21     | 倉吉郵便局     | 倉吉郵便局     | 東伯郡北栄町               | 2006年10月15日まで北条郵便局の担当 |
| 689-22     | 倉吉郵便局     | 倉吉郵便局     | 東伯郡北栄町               | 2006年10月15日まで由良郵便局の担当 |
| 689-23     | 倉吉郵便局     | 東伯郵便局     | 東伯郡琴浦町               | 1991年3月24日まで一部区域は八橋郵便局の担当 |
| 689-25     | 倉吉郵便局     | 赤碕郵便局     | 東伯郡琴浦町               | |
| 689-31     | 米子郵便局     | 下市郵便局     | 西伯郡大山町               | |
| 689-32     | 米子郵便局     | 御来屋郵便局   | 西伯郡大山町               | |
| 689-33     | 米子郵便局     | 大山郵便局     | 西伯郡大山町               | |
| 689-34     | 米子郵便局     | 集配分室       | 米子市                     | 2006年10月15日まで淀江郵便局の担当 2018年まで米子郵便局の担当 |
| 689-35     | 米子郵便局     | 集配分室       | 米子市、西伯郡日吉津村     | 2006年10月15日まで尾高郵便局の担当 2018年まで米子郵便局の担当 |
| 689-41     | 米子郵便局     | 集配分室       | 西伯郡伯耆町               | 2006年10月15日まで岸本郵便局の担当 2018年まで米子郵便局の担当 |
| 689-42     | 米子郵便局     | 集配分室       | 西伯郡伯耆町               | 2006年10月15日まで溝口郵便局の担当 2018年まで米子郵便局の担当 |
| 689-44     | 米子郵便局     | 根雨郵便局     | 日野郡江府町               | 2006年10月15日まで江尾郵便局の担当 |
| 689-45     | 米子郵便局     | 根雨郵便局     | 日野郡日野町               | |
| 689-51     | 米子郵便局     | 根雨郵便局     | 日野郡日野町               | 2006年10月15日まで黒坂郵便局の担当 |
| 689-52     | 米子郵便局     | 日南郵便局     | 日野郡日南町               | 1976年1月11日まで日野上郵便局（現：日南郵便局）の担当 1995年3月19日まで生山郵便局の担当 1995年3月19日まで一部区域は多里郵便局の担当 1995年まで「689-52」「689-53」 |
| 689-55     | 米子郵便局     | 日南郵便局     | 日野郡日南町               | 2006年10月15日まで印賀郵便局の担当 |
| 689-56     | 米子郵便局     | 日南郵便局     | 日野郡日南町               | 2006年10月15日まで上石見郵便局の担当 |

### 地域番号69（島根県（隠岐諸島を除く））
| 郵便区番号 | 管轄局         | 集配局             | 担当区域（一部または全域） | 備考 |
| ---------- | -------------- | ------------------ | -------------------------- | --- |
| 690        | 松江中央郵便局 | 松江中央郵便局     | 松江市                     | |
| 690-01     | 松江中央郵便局 | 松江中央郵便局     | 松江市                     | 2006年10月15日まで古江郵便局の担当                                                                      |
| 690-02     | 松江中央郵便局 | 秋鹿郵便局         | 松江市                     | |
| 690-03     | 松江中央郵便局 | 恵曇郵便局         | 松江市                     | |
| 690-04     | 松江中央郵便局 | 加賀郵便局         | 松江市                     | |
| 690-11     | 松江中央郵便局 | 松江中央郵便局     | 松江市                     | 2006年10月15日まで本庄郵便局の担当                                                                      |
| 690-12     | 松江中央郵便局 | 千酌郵便局         | 松江市                     | |
| 690-13     | 松江中央郵便局 | 七類郵便局         | 松江市                     | 1985年まで一部区域は境港郵便局の担当                                                                    |
| 690-14     | 松江中央郵便局 | 大根島郵便局       | 松江市                     | |
| 690-15     | 松江中央郵便局 | 美保関郵便局       | 松江市                     | 1985年まで一部区域は境港郵便局の担当                                                                    |
| 690-21     | 松江中央郵便局 | 松江中央郵便局     | 松江市                     | 2006年10月15日まで八雲郵便局の担当                                                                      |
| 690-23     | 松江中央郵便局 | 吉田郵便局         | 雲南市                     | 2005年7月3日まで田井郵便局の担当                                                                        |
| 690-24     | 松江中央郵便局 | 三刀屋郵便局       | 雲南市                     | |
| 690-25     | 松江中央郵便局 | 三刀屋郵便局       | 雲南市                     | 2006年10月15日まで飯石郵便局の担当                                                                      |
| 690-26     | 松江中央郵便局 | 三刀屋郵便局       | 雲南市                     | 2006年10月15日まで鍋山郵便局の担当                                                                      |
| 690-27     | 松江中央郵便局 | 掛合郵便局         | 雲南市                     | 1992年3月22日まで一部区域は入間郵便局の担当                                                             |
| 690-28     | 松江中央郵便局 | 吉田郵便局         | 雲南市                     | |
| 690-32     | 松江中央郵便局 | 頓原郵便局         | 飯石郡飯南町               | |
| 690-33     | 松江中央郵便局 | 頓原郵便局         | 飯石郡飯南町               | 2006年10月15日まで志々郵便局の担当                                                                      |
| 690-34     | 松江中央郵便局 | 来島郵便局         | 飯石郡飯南町               | |
| 690-35     | 松江中央郵便局 | 来島郵便局         | 飯石郡飯南町               | 2006年10月15日まで赤名郵便局の担当                                                                      |
| 691        | 平田郵便局     | 平田郵便局         | 出雲市                     | |
| 692        | 安来郵便局     | 安来郵便局         | 安来市                     | 1987年8月23日まで一部区域は大塚郵便局の担当                                                             |
| 692-02     | 安来郵便局     | 安来郵便局         | 安来市                     | 2006年10月15日まで伯太郵便局の担当                                                                      |
| 692-03     | 松江中央郵便局 | 赤屋郵便局         | 安来市                     | |
| 692-04     | 松江中央郵便局 | 広瀬郵便局         | 安来市                     | 1985年3月24日まで一部区域は山佐郵便局の担当                                                             |
| 692-06     | 松江中央郵便局 | 広瀬郵便局         | 安来市                     | 2006年10月15日まで布部郵便局の担当                                                                      |
| 692-07     | 松江中央郵便局 | 広瀬郵便局         | 安来市                     | 2006年10月15日まで比田郵便局の担当                                                                      |
| 693        | 出雲郵便局     | 出雲郵便局         | 出雲市                     | |
| 693-01     | 出雲郵便局     | 出雲郵便局         | 出雲市                     | 2006年10月29日まで稗原郵便局の担当                                                                      |
| 693-02     | 出雲郵便局     | 出雲郵便局         | 出雲市                     | 2006年10月29日まで朝山郵便局の担当                                                                      |
| 693-05     | 出雲郵便局     | 佐田郵便局         | 出雲市                     | 1989年10月15日まで一部区域は乙立郵便局・窪田郵便局・須佐郵便局の担当                                    |
| 694        | 石見大田郵便局 | 石見大田郵便局     | 大田市                     | 1981年10月4日まで一部区域は川合郵便局・宅野郵便局の担当                                                 |
| 694-02     | 石見大田郵便局 | 石見大田郵便局     | 大田市                     | 2015年3月1日まで三瓶郵便局の担当                                                                        |
| 694-03     | 石見大田郵便局 | 石見銀山大森郵便局 | 大田市                     | |
| 694-04     | 石見大田郵便局 | 石見銀山大森郵便局 | 大田市                     | 2017年3月12日まで祖式郵便局の担当                                                                       |
| 695        | 浜田郵便局     | 江津郵便局         | 江津市                     | |
| 695-01     | 浜田郵便局     | 跡市郵便局         | 浜田市、江津市             | |
| 696        | 石見大田郵便局 | 川本郵便局         | 邑智郡川本町               | |
| 696-01     | 石見大田郵便局 | 中野郵便局         | 邑智郡邑南町               | 2004年4月4日まで高水は田所郵便局の担当                                                                  |
| 696-02     | 石見大田郵便局 | 田所郵便局         | 邑智郡邑南町               | |
| 696-03     | 石見大田郵便局 | 田所郵便局         | 邑智郡邑南町               | 2004年4月4日まで出羽郵便局の担当                                                                        |
| 696-04     | 石見大田郵便局 | 田所郵便局         | 邑智郡邑南町               | 2004年4月4日まで高原郵便局の担当 （美郷町内地域は「696-07」へ番号変更・都賀郵便局へ移管）               |
| 696-05     | 石見大田郵便局 | 口羽郵便局         | 邑智郡邑南町               | 2015年3月1日まで阿須那郵便局の担当                                                                      |
| 696-06     | 石見大田郵便局 | 口羽郵便局         | 邑智郡邑南町               | |
| 696-07     | 石見大田郵便局 | 粕淵郵便局         | 邑智郡美郷町               | 2006年10月15日まで都賀郵便局の担当                                                                      |
| 696-11     | 石見大田郵便局 | 粕淵郵便局         | 邑智郡美郷町               | 2006年10月15日まで君谷郵便局の担当                                                                      |
| 696-12     | 石見大田郵便局 | 川本郵便局         | 邑智郡川本町               | 2006年10月15日まで三原郵便局の担当                                                                      |
| 697        | 浜田郵便局     | 浜田郵便局         | 浜田市                     | |
| 697-01     | 浜田郵便局     | 雲城郵便局         | 浜田市                     | |
| 697-02     | 浜田郵便局     | 波佐郵便局         | 浜田市                     | |
| 697-03     | 浜田郵便局     | 今福郵便局         | 浜田市                     | |
| 697-04     | 浜田郵便局     | 石見今市郵便局     | 浜田市                     | |
| 697-05     | 浜田郵便局     | 石見今市郵便局     | 浜田市                     | 2006年10月15日まで都川郵便局の担当                                                                      |
| 697-06     | 石見大田郵便局 | 田所郵便局         | 邑智郡邑南町               | 2002年6月9日まで市木郵便局の担当                                                                        |
| 697-11     | 浜田郵便局     | 安城郵便局         | 浜田市                     | 2006年10月15日まで杵束郵便局の担当                                                                      |
| 697-12     | 浜田郵便局     | 安城郵便局         | 浜田市                     | |
| 697-13     | 浜田郵便局     | 周布郵便局         | 浜田市                     | |
| 698        | 益田郵便局     | 益田郵便局         | 益田市                     | |
| 698-02     | 益田郵便局     | 美都郵便局         | 益田市                     | 1994年3月13日まで一部区域は東仙道郵便局・二川郵便局の担当                                               |
| 698-04     | 益田郵便局     | 益田郵便局         | 益田市                     | 1998年3月22日まで波田郵便局の担当                                                                       |
| 698-12     | 益田郵便局     | 匹見郵便局         | 益田市                     | 1983年3月27日まで一部区域は匹見下郵便局（現・匹見下簡易郵便局）・道川郵便局（現・道川簡易郵便局）の担当 |
| 698-21     | 益田郵便局     | 白上郵便局         | 益田市                     | |
| 698-22     | 益田郵便局     | 二条郵便局         | 益田市                     | |
| 699-01     | 松江中央郵便局 | 東出雲郵便局       | 松江市                     | |
| 699-02     | 松江中央郵便局 | 玉造郵便局         | 松江市                     | |
| 699-04     | 松江中央郵便局 | 宍道郵便局         | 松江市                     | 1992年3月22日まで一部区域は来待郵便局の担当                                                             |
| 699-05     | 出雲郵便局     | 出雲郵便局         | 出雲市                     | 2006年10月29日まで荘原郵便局の担当                                                                      |
| 699-06     | 出雲郵便局     | 出雲郵便局         | 出雲市                     | 2006年10月29日まで斐川郵便局の担当                                                                      |
| 699-07     | 出雲郵便局     | 出雲郵便局         | 出雲市                     | 2006年10月29日まで大社郵便局の担当                                                                      |
| 699-08     | 出雲郵便局     | 出雲郵便局         | 出雲市                     | 2006年10月29日まで神西郵便局の担当                                                                      |
| 699-09     | 出雲郵便局     | 小田郵便局         | 出雲市                     | 1985年3月10日まで一部区域は田儀郵便局の担当                                                             |
| 699-11     | 松江中央郵便局 | 出雲大東郵便局     | 雲南市                     | 2016年3月6日まで加茂郵便局の担当                                                                        |
| 699-12     | 松江中央郵便局 | 出雲大東郵便局     | 雲南市                     | 1982年3月28日まで一部区域は海潮郵便局の担当                                                             |
| 699-13     | 松江中央郵便局 | 木次郵便局         | 雲南市                     | |
| 699-14     | 松江中央郵便局 | 八代郵便局         | 雲南市、仁多郡奥出雲町     | |
| 699-15     | 松江中央郵便局 | 仁多郵便局         | 仁多郡奥出雲町             | |
| 699-16     | 松江中央郵便局 | 阿井郵便局         | 仁多郡奥出雲町             | |
| 699-17     | 松江中央郵便局 | 亀嵩郵便局         | 仁多郡奥出雲町             | |
| 699-18     | 松江中央郵便局 | 横田郵便局         | 仁多郡奥出雲町             | |
| 699-19     | 松江中央郵便局 | 横田郵便局         | 仁多郡奥出雲町             | 2006年10月15日まで馬木郵便局の担当                                                                      |
| 699-22     | 石見大田郵便局 | 石見大田郵便局     | 大田市                     | 2006年10月15日まで波根郵便局の担当                                                                      |
| 699-23     | 石見大田郵便局 | 仁万郵便局         | 大田市                     | 1981年10月4日まで一部区域は宅野郵便局の担当                                                             |
| 699-25     | 石見大田郵便局 | 温泉津郵便局       | 大田市                     | 1985年3月17日まで一部区域は大家郵便局・福波郵便局の担当                                                 |
| 699-28     | 浜田郵便局     | 黒松郵便局         | 江津市                     | |
| 699-31     | 浜田郵便局     | 波子郵便局         | 江津市                     | |
| 699-32     | 浜田郵便局     | 三隅郵便局         | 浜田市                     | 1987年3月15日まで一部区域は黒沢郵便局の担当                                                             |
| 699-33     | 浜田郵便局     | 三隅郵便局         | 浜田市                     | 2006年10月15日まで井野郵便局の担当                                                                      |
| 699-35     | 益田郵便局     | 津田郵便局         | 益田市                     | 2004年10月3日まで鎌手郵便局の担当                                                                       |
| 699-36     | 益田郵便局     | 津田郵便局         | 益田市                     | |
| 699-37     | 益田郵便局     | 白上郵便局         | 益田市                     | 2015年3月1日まで飯浦郵便局の担当                                                                        |
| 699-41     | 浜田郵便局     | 市山郵便局         | 江津市                     | 2015年3月1日まで谷住郷郵便局の担当                                                                      |
| 699-42     | 浜田郵便局     | 市山郵便局         | 江津市                     | |
| 699-43     | 石見大田郵便局 | 中野郵便局         | 邑智郡邑南町               | 2006年10月15日まで日貫郵便局の担当                                                                      |
| 699-44     | 浜田郵便局     | 市山郵便局         | 江津市                     | 2006年10月15日まで長谷郵便局の担当                                                                      |
| 699-45     | 浜田郵便局     | 市山郵便局         | 江津市                     | 2015年3月1日まで川越郵便局の担当                                                                        |
| 699-46     | 石見大田郵便局 | 粕淵郵便局         | 邑智郡美郷町               | 2000年まで一部区域は浜原郵便局の担当                                                                    |
| 699-47     | 石見大田郵便局 | 粕淵郵便局         | 邑智郡美郷町               | 2005年4月3日まで浜原郵便局の担当                                                                        |
| 699-51     | 益田郵便局     | 石見横田郵便局     | 益田市                     | |
| 699-52     | 益田郵便局     | 日原郵便局         | 鹿足郡津和野町             | |
| 699-53     | 益田郵便局     | 柿木郵便局         | 鹿足郡吉賀町               | |
| 699-55     | 益田郵便局     | 六日市郵便局       | 鹿足郡吉賀町               | 1990年5月6日まで一部区域は七日市郵便局の担当                                                            |
| 699-56     | 益田郵便局     | 津和野郵便局       | 鹿足郡津和野町             | 1995年10月1日まで一部区域は木部郵便局の担当                                                             |

### 地域番号70・71（岡山県）
| 郵便区番号 | 管轄局         | 集配局         | 担当区域（一部または全域） | 備考 |
| ---------- | -------------- | -------------- | -------------------------- | --- |
| 700        | 岡山中央郵便局 | 岡山中央郵便局 | 岡山市北区、南区           | |
| 701-01     | 岡山中央郵便局 | 岡山中央郵便局 | 岡山市北区                 | 701-0101〜0105、0111〜0115、0192～0195を除く。 2018年3月11日まで吉備郵便局の担当                                                                                          |
| 701-01     | 倉敷郵便局     | 倉敷郵便局     | 倉敷市                     | 701-0101〜0105、0111〜0115、0192～0195のみ。 2018年3月11日まで吉備郵便局の担当                                                                                            |
| 701-02     | 妹尾郵便局     | 妹尾郵便局     | 岡山市南区                 | |
| 701-03     | 岡山中央郵便局 | 早島郵便局     | 都窪郡早島町               | |
| 701-11     | 岡山中央郵便局 | 岡山中央郵便局 | 岡山市北区                 | 2015年3月1日まで津高郵便局の担当 |
| 701-12     | 岡山中央郵便局 | 備前一宮郵便局 | 岡山市北区                 | |
| 701-13     | 岡山中央郵便局 | 高松郵便局     | 岡山市北区                 | |
| 701-14     | 岡山中央郵便局 | 高松郵便局     | 岡山市北区                 | 2006年9月10日まで足守郵便局の担当 |
| 701-15     | 岡山中央郵便局 | 高松郵便局     | 岡山市北区                 | 2006年9月10日まで日近郵便局の担当 |
| 701-16     | 岡山中央郵便局 | 高松郵便局     | 岡山市北区                 | 2016年10月2日まで福谷郵便局の担当 |
| 701-21     | 岡山中央郵便局 | 岡山中央郵便局 | 岡山市北区                 | 2006年9月10日まで牟佐郵便局の担当 |
| 701-22     | 備前瀬戸郵便局 | 備前瀬戸郵便局 | 赤磐市                     | 2006年9月10日まで赤坂郵便局の担当 |
| 701-24     | 備前瀬戸郵便局 | 周匝郵便局     | 赤磐市                     | 1998年3月8日まで仁堀郵便局の担当 |
| 701-25     | 備前瀬戸郵便局 | 周匝郵便局     | 赤磐市                     | |
| 701-26     | 津山郵便局     | 美作郵便局     | 美作市                     | 2015年3月1日まで英田郵便局の担当 |
| 701-32     | 備前瀬戸郵便局 | 日生郵便局     | 備前市                     | |
| 701-42     | 岡山中央郵便局 | 邑久郵便局     | 瀬戸内市                   | 1985年7月28日まで一部区域は玉津郵便局の担当 |
| 701-43     | 岡山中央郵便局 | 邑久郵便局     | 瀬戸内市                   | 2015年3月1日まで牛窓郵便局の担当 |
| 701-45     | 岡山中央郵便局 | 邑久郵便局     | 瀬戸内市                   | 2015年3月1日まで虫明郵便局の担当 |
| 702        | 岡山南郵便局   | 岡山南郵便局   | 岡山市中区、南区           | 1989年2月26日まで一部区域は小串郵便局の担当 |
| 703        | 岡山東郵便局   | 岡山東郵便局   | 岡山市中区、北区、東区     | 1974年2月3日まで岡山中央郵便局・長岡郵便局（現・岡山長岡郵便局）の担当 |
| 704        | 西大寺郵便局   | 西大寺郵便局   | 岡山市東区                 | 1983年10月16日まで一部区域は神崎郵便局の担当 |
| 705        | 備前郵便局     | 備前郵便局     | 備前市                     | |
| 705-01     | 備前瀬戸郵便局 | 三石郵便局     | 備前市                     | 1998年2月1日まで「709-01」 |
| 706        | 玉野郵便局     | 玉野郵便局     | 玉野市                     | |
| 706-01     | 玉野郵便局     | 玉野郵便局     | 玉野市                     | 2015年3月1日まで秀天郵便局の担当 |
| 706-02     | 玉野郵便局     | 玉野郵便局     | 玉野市                     | 2015年3月1日まで八浜郵便局の担当 |
| 706-03     | 玉野郵便局     | 玉野郵便局     | 玉野市                     | 2015年3月1日まで山田郵便局の担当 |
| 707        | 津山郵便局     | 美作郵便局     | 美作市                     | |
| 707-01     | 津山郵便局     | 美作郵便局     | 美作市                     | 2006年9月10日まで勝田郵便局の担当 |
| 707-02     | 津山郵便局     | 梶並郵便局     | 美作市                     | |
| 707-04     | 津山郵便局     | 大原郵便局     | 美作市                     | 1989年10月22日まで一部区域は吉野郵便局の担当 |
| 707-05     | 津山郵便局     | 大原郵便局     | 英田郡西粟倉村             | 2006年9月10日まで影石郵便局の担当 |
| 708        | 津山郵便局     | 津山郵便局     | 津山市                     | 1984年9月30日まで一部区域は美作一宮郵便局（現・津山一宮郵便局）の担当 1985年10月27日まで一部区域は大崎郵便局の担当                                                        |
| 708-03     | 津山郵便局     | 鏡野郵便局     | 苫田郡鏡野町               | 1993年3月7日まで一部区域は香々美郵便局・宮尾郵便局の担当 |
| 708-04     | 津山郵便局     | 奥津郵便局     | 苫田郡鏡野町               | 1999年1月24日まで久田郵便局 |
| 708-05     | 津山郵便局     | 奥津郵便局     | 苫田郡鏡野町               | 1999年1月24日まで旧・奥津郵便局（現・奥津温泉郵便局）の担当 |
| 708-06     | 津山郵便局     | 奥津郵便局     | 苫田郡鏡野町               | 2006年9月10日まで上斎原郵便局の担当 |
| 708-07     | 津山郵便局     | 奥津郵便局     | 苫田郡鏡野町               | 2007年3月4日まで「719-33」 2017年3月12日まで富郵便局の担当 |
| 708-11     | 津山郵便局     | 成名郵便局     | 津山市                     | |
| 708-12     | 津山郵便局     | 成名郵便局     | 津山市                     | 2018年10月8日まで勝北郵便局の担当 |
| 708-13     | 津山郵便局     | 奈義郵便局     | 勝田郡奈義町               | |
| 708-15     | 岡山中央郵便局 | 亀甲郵便局     | 久米郡美咲町               | 2006年9月10日まで柵原郵便局の担当 |
| 709-02     | 備前瀬戸郵便局 | 吉永郵便局     | 備前市                     | |
| 709-03     | 備前瀬戸郵便局 | 吉永郵便局     | 備前市                     | 2006年9月10日まで三国郵便局（2012年3月31日廃局）の担当 |
| 709-04     | 備前瀬戸郵便局 | 和気郵便局     | 和気郡和気町               | |
| 709-05     | 備前瀬戸郵便局 | 佐伯郵便局     | 和気郡和気町               | 1988年3月6日まで一部区域は塩田郵便局の担当 |
| 709-06     | 備前瀬戸郵便局 | 備前瀬戸郵便局 | 岡山市東区                 | （上道地域）1998年2月2日に「709-08」より分割 |
| 709-07     | 備前瀬戸郵便局 | 備前瀬戸郵便局 | 赤磐市                     | 2006年9月10日まで熊山郵便局の担当 |
| 709-08     | 備前瀬戸郵便局 | 備前瀬戸郵便局 | 赤磐市、岡山市東区         | |
| 709-12     | 妹尾郵便局     | 妹尾郵便局     | 岡山市南区                 | 2017年3月12日まで迫川郵便局の担当 |
| 709-21     | 岡山中央郵便局 | 御津郵便局     | 岡山市北区                 | 1977年6月12日まで一部区域は五城郵便局の担当 |
| 709-23     | 岡山中央郵便局 | 津賀郵便局     | 加賀郡吉備中央町           | |
| 709-24     | 岡山中央郵便局 | 円城郵便局     | 加賀郡吉備中央町           | |
| 709-25     | 岡山中央郵便局 | 円城郵便局     | 加賀郡吉備中央町           | 2006年9月10日まで下土井郵便局の担当 |
| 709-26     | 岡山中央郵便局 | 新山郵便局     | 加賀郡吉備中央町           | |
| 709-31     | 岡山中央郵便局 | 福渡郵便局     | 岡山市北区                 | 1980年11月9日まで一部区域は建部郵便局・鶴田郵便局の担当 |
| 709-34     | 岡山中央郵便局 | 旭郵便局       | 久米郡美咲町               | 1982年9月19日まで一部区域は垪和郵便局（現・垪和簡易郵便局）の担当 |
| 709-36     | 岡山中央郵便局 | 弓削郵便局     | 久米郡久米南町             | 1988年3月6日まで一部区域は神目郵便局の担当 |
| 709-37     | 岡山中央郵便局 | 亀甲郵便局     | 久米郡美咲町               | |
| 709-39     | 津山郵便局     | 加茂郵便局     | 津山市                     | |
| 709-42     | 津山郵便局     | 作東郵便局     | 美作市                     | 1989年10月22日まで一部区域は吉野郵便局・土居郵便局の担当 |
| 709-43     | 津山郵便局     | 勝央郵便局     | 勝田郡勝央町               | 1985年10月27日まで一部区域は大崎郵便局の担当 |
| 709-46     | 津山郵便局     | 津山郵便局     | 津山市                     | 1993年2月14日まで坪井郵便局の担当 2015年3月1日まで久米郵便局の担当 |
| 710        | 倉敷郵便局     | 倉敷郵便局     | 倉敷市                     | |
| 710-01     | 倉敷郵便局     | 倉敷郵便局     | 倉敷市、岡山市南区         | 2006年9月10日まで天城郵便局の担当 |
| 710-02     | 玉島郵便局     | 玉島郵便局     | 倉敷市                     | 2018年10月8日まで長尾郵便局の担当 |
| 710-11     | 倉敷郵便局     | 倉敷郵便局     | 倉敷市                     | 2007年3月4日まで「709-11」 2015年3月1日まで茶屋町郵便局の担当 |
| 710-12     | 倉敷郵便局     | 美袋郵便局     | 総社市                     | 2015年3月1日まで新本郵便局の担当 |
| 710-13     | 倉敷郵便局     | 倉敷郵便局     | 倉敷市                     | 2006年9月10日まで箭田郵便局の担当 |
| 711        | 児島郵便局     | 児島郵便局     | 倉敷市                     | |
| 712        | 水島郵便局     | 水島郵便局     | 倉敷市                     | |
| 713        | 玉島郵便局     | 玉島郵便局     | 倉敷市                     | |
| 714        | 笠岡郵便局     | 笠岡郵便局     | 笠岡市                     | 1981年7月19日まで一部区域は神島郵便局・小田郵便局の担当 |
| 714-01     | 笠岡郵便局     | 鴨方郵便局     | 浅口市                     | 2015年3月1日まで寄島郵便局の担当 |
| 714-03     | 笠岡郵便局     | 北木島郵便局   | 笠岡市                     | |
| 714-12     | 笠岡郵便局     | 矢掛郵便局     | 小田郡矢掛町               | 1981年7月19日まで一部区域は小田郵便局・備中美川郵便局の担当 |
| 714-14     | 笠岡郵便局     | 矢掛郵便局     | 井原市                     | 2015年3月1日まで美星郵便局の担当 |
| 714-21     | 井原郵便局     | 井原郵便局     | 井原市                     | 2018年3月11日まで芳井郵便局の担当 |
| 714-22     | 井原郵便局     | 井原郵便局     | 井原市                     | 2006年9月10日まで共和郵便局の担当 2018年3月11日まで芳井郵便局の担当 |
| 714-23     | 井原郵便局     | 井原郵便局     | 井原市                     | 2004年9月5日まで東三原郵便局の担当 （高梁市川上町高山市は「716-02」へ番号変更・吉備川上郵便局へ移管） 2006年9月10日まで共和郵便局の担当 2018年3月11日まで芳井郵便局の担当 |
| 715        | 井原郵便局     | 井原郵便局     | 井原市                     | |
| 716        | 高梁郵便局     | 高梁郵便局     | 高梁市                     | |
| 716-01     | 高梁郵便局     | 高梁郵便局     | 高梁市                     | 2006年9月10日まで成羽郵便局の担当 |
| 716-02     | 高梁郵便局     | 吉備川上郵便局 | 高梁市                     | 1999年10月31日まで手荘郵便局 2004年9月5日まで川上町高山市は東三原郵便局の担当                                                                                             |
| 716-03     | 高梁郵便局     | 備中郵便局     | 高梁市                     | 1990年10月14日まで一部区域は平川郵便局・湯野郵便局の担当 |
| 716-11     | 高梁郵便局     | 賀陽郵便局     | 加賀郡吉備中央町           | |
| 716-12     | 高梁郵便局     | 賀陽郵便局     | 加賀郡吉備中央町           | 2006年9月10日まで吉川郵便局の担当 |
| 716-13     | 高梁郵便局     | 高梁郵便局     | 高梁市                     | 2006年9月10日まで巨瀬郵便局の担当 |
| 716-14     | 新見郵便局     | 北房郵便局     | 真庭市                     | |
| 716-15     | 高梁郵便局     | 大和郵便局     | 加賀郡吉備中央町           | |
| 717        | 新見郵便局     | 美作勝山郵便局 | 真庭市                     | |
| 717-01     | 新見郵便局     | 美甘郵便局     | 真庭市                     | |
| 717-02     | 新見郵便局     | 美甘郵便局     | 真庭郡新庄村               | 2007年3月25日まで新見支店新庄集配センター（新庄郵便局併設）の担当 |
| 717-04     | 新見郵便局     | 湯原郵便局     | 真庭市                     | 1993年4月25日まで旧：湯原郵便局（現：湯原温泉郵便局）の担当 |
| 717-05     | 新見郵便局     | 上長田郵便局   | 真庭市                     | |
| 717-06     | 新見郵便局     | 川上郵便局     | 真庭市                     | |
| 717-07     | 新見郵便局     | 美作勝山郵便局 | 真庭市                     | 1998年2月1日まで「719-34」 2006年9月10日まで若代郵便局の担当 |
| 718        | 新見郵便局     | 新見郵便局     | 新見市                     | |
| 718-01     | 新見郵便局     | 千屋郵便局     | 新見市                     | |
| 718-02     | 新見郵便局     | 千屋郵便局     | 新見市                     | 2006年9月10日まで菅生郵便局の担当 |
| 718-03     | 新見郵便局     | 新見郵便局     | 新見市                     | 2006年9月10日まで本郷郵便局の担当 |
| 719        | 岡山郵便局     |                | 岡山県全域、広島県東部     | 地域区分専門郵便局 |
| 719-01     | 笠岡郵便局     | 金光郵便局     | 浅口市                     | |
| 719-02     | 笠岡郵便局     | 鴨方郵便局     | 浅口市                     | |
| 719-03     | 笠岡郵便局     | 笠岡郵便局     | 浅口郡里庄町               | 2018年3月11日まで里庄郵便局の担当 |
| 719-11     | 総社郵便局     | 総社郵便局     | 総社市                     | 1987年10月25日まで一部区域は川辺郵便局・豪渓郵便局の担当 |
| 719-13     | 倉敷郵便局     | 美袋郵便局     | 総社市                     | |
| 719-21     | 高梁郵便局     | 高梁郵便局     | 高梁市                     | 2006年9月10日まで川面郵便局の担当 |
| 719-22     | 高梁郵便局     | 備中郵便局     | 高梁市                     | 2016年10月2日まで宇治郵便局の担当 |
| 719-23     | 高梁郵便局     | 備中郵便局     | 高梁市                     | 2006年9月10日まで吹屋郵便局の担当 |
| 719-24     | 新見郵便局     | 北房郵便局     | 高梁市                     | 2018年3月11日まで中井郵便局の担当 |
| 719-25     | 新見郵便局     | 井倉郵便局     | 新見市                     | |
| 719-26     | 新見郵便局     | 井倉郵便局     | 新見市                     | 2006年9月10日まで草間郵便局の担当 |
| 719-27     | 新見郵便局     | 井倉郵便局     | 新見市                     | 2006年9月10日まで豊永郵便局の担当 |
| 719-28     | 新見郵便局     | 新郷郵便局     | 新見市                     | |
| 719-31     | 新見郵便局     | 落合郵便局     | 真庭市                     | |
| 719-32     | 新見郵便局     | 久世郵便局     | 真庭市                     | |
| 719-35     | 新見郵便局     | 刑部郵便局     | 新見市                     | |
| 719-36     | 新見郵便局     | 新見郵便局     | 新見市                     | 2015年3月1日まで神代郵便局の担当 |
| 719-37     | 新見郵便局     | 矢神郵便局     | 新見市                     | |
| 719-38     | 新見郵便局     | 野馳郵便局     | 新見市                     | |

### 地域番号72・73（広島県）
| 郵便区番号 | 管轄局           | 集配局           | 担当区域（一部または全域）   | 備考 |
| ---------- | ---------------- | ---------------- | ---------------------------- | --- |
| 720        | 福山郵便局       | 福山郵便局       | 福山市                       | |
| 720-02     | 福山東郵便局     | 鞆郵便局         | 福山市                       | |
| 720-03     | 福山東郵便局     | 千年郵便局       | 福山市                       | |
| 720-04     | 福山東郵便局     | 山南郵便局       | 福山市                       | |
| 720-05     | 松永郵便局       | 松永郵便局       | 福山市、尾道市               | 2006年10月15日まで藤江郵便局の担当 |
| 720-11     | 福山東郵便局     | 駅家郵便局       | 福山市                       | |
| 720-12     | 新市郵便局       | 新市郵便局       | 福山市                       | 1999年まで一部区域は新市郵便局の担当 2006年10月15日まで芦田郵便局の担当                                                                                                 |
| 720-14     | 庄原郵便局       | 小畠郵便局       | 神石郡神石高原町             | 2006年10月15日まで高蓋郵便局の担当 |
| 720-15     | 庄原郵便局       | 小畠郵便局       | 神石郡神石高原町             | |
| 720-16     | 庄原郵便局       | 小畠郵便局       | 神石郡神石高原町             | 2006年10月15日まで井関郵便局の担当 |
| 720-17     | 庄原郵便局       | 油木郵便局       | 神石郡神石高原町             | 2006年10月15日まで豊松郵便局の担当 |
| 720-18     | 庄原郵便局       | 油木郵便局       | 神石郡神石高原町             | |
| 720-19     | 庄原郵便局       | 油木郵便局       | 神石郡神石高原町             | 2006年10月15日まで新坂郵便局の担当 （2007年3月5日に庄原市東城町新免・東城町三坂は「729-51」へ番号変更・東城郵便局へ移管）                                               |
| 720-21     | 神辺郵便局       | 神辺郵便局       | 福山市                       | 1993年4月11日まで旧：神辺郵便局（現：神辺駅前郵便局）・御領郵便局・中条郵便局の担当 1993年4月11日まで「720-21」「720-22」「720-23」                                     |
| 720-24     | 神辺郵便局       | 神辺郵便局       | 福山市                       | 2006年10月15日まで加茂郵便局の担当 2021年2月21日まで駅家郵便局の担当 |
| 720-25     | 福山東郵便局     | 駅家郵便局       | 福山市                       | 2006年10月15日まで服部郵便局の担当 |
| 720-26     | 福山東郵便局     | 山野郵便局       | 福山市                       | |
| 721        | 福山東郵便局     | 福山東郵便局     | 福山市                       | 1977年5月8日まで福山郵便局・大門郵便局の担当 |
| 722        | 尾道郵便局       | 尾道郵便局       | 尾道市                       | |
| 722-02     | 尾道郵便局       | 尾道郵便局       | 尾道市                       | 2006年10月15日まで美ノ郷郵便局の担当 |
| 722-03     | 三原郵便局       | 三原郵便局       | 尾道市                       | 2018年10月8日まで御調郵便局の担当 |
| 722-04     | 三次郵便局       | 宇津戸郵便局     | 尾道市、世羅郡世羅町、府中市 | |
| 722-11     | 三次郵便局       | 甲山郵便局       | 世羅郡世羅町                 | |
| 722-12     | 三次郵便局       | 三川郵便局       | 世羅郡世羅町                 | 2006年10月15日まで大見郵便局の担当 |
| 722-13     | 三原郵便局       | 久井郵便局       | 三原市                       | |
| 722-14     | 三原郵便局       | 羽和泉郵便局     | 三原市                       | |
| 722-15     | 三原郵便局       | 三原郵便局       | 三原市、尾道市               | 2006年10月15日まで垣内郵便局の担当 |
| 722-16     | 三次郵便局       | 西大田郵便局     | 世羅郡世羅町                 | |
| 722-17     | 三次郵便局       | 吉川郵便局       | 世羅郡世羅町                 | 2006年10月15日まで小国郵便局の担当 |
| 722-21     | 三原郵便局       | 因島郵便局       | 尾道市                       | 2006年10月15日まで重井郵便局の担当 |
| 722-22     | 三原郵便局       | 因島郵便局       | 尾道市                       | 2006年10月15日まで中庄郵便局の担当 |
| 722-23     | 三原郵便局       | 因島郵便局       | 尾道市                       | |
| 722-24     | 三原郵便局       | 瀬戸田郵便局     | 尾道市                       | 1985年9月8日まで一部区域は御寺郵便局の担当 |
| 722-26     | 福山東郵便局     | 内海郵便局       | 福山市                       | |
| 723        | 三原郵便局       | 三原郵便局       | 三原市                       | 1970年10月31日まで一部区域は須波郵便局（現：三原須波郵便局）の担当 |
| 723-01     | 三原郵便局       | 三原郵便局       | 三原市                       | 2004年2月22日まで長谷郵便局の担当 |
| 725        | 竹原郵便局       | 竹原郵便局       | 竹原市                       | 1985年2月17日まで一部区域は南方郵便局の担当 1987年10月25日まで一部区域は荘野郵便局の担当                                                                                |
| 725-02     | 三原郵便局       | 大崎郵便局       | 豊田郡大崎上島町             | 2015年3月1日まで白水郵便局の担当 |
| 725-03     | 三原郵便局       | 大崎郵便局       | 豊田郡大崎上島町             | |
| 725-04     | 三原郵便局       | 大崎郵便局       | 豊田郡大崎上島町             | 2006年10月15日まで木江郵便局の担当 |
| 726        | 府中郵便局       | 府中郵便局       | 府中市                       | |
| 727        | 庄原郵便局       | 庄原郵便局       | 庄原市                       | |
| 727-01     | 庄原郵便局       | 口南郵便局       | 庄原市                       | |
| 727-02     | 庄原郵便局       | 庄原郵便局       | 庄原市                       | 2019年10月14日まで川北郵便局の担当 |
| 727-03     | 庄原郵便局       | 比和郵便局       | 庄原市                       | |
| 727-04     | 庄原郵便局       | 比和郵便局       | 庄原市                       | 2006年10月15日まで高野郵便局の担当 |
| 727-06     | 庄原郵便局       | 庄原郵便局       | 庄原市                       | 2018年10月8日まで赤川郵便局の担当 |
| 728        | 三次郵便局       | 三次郵便局       | 三次市                       | |
| 728-01     | 三次郵便局       | 作木郵便局       | 三次市                       | 1997年4月27日まで一部区域は横谷郵便局の担当 |
| 728-02     | 三次郵便局       | 布野郵便局       | 三次市                       | 1997年4月27日まで一部区域は横谷郵便局の担当 |
| 728-04     | 三次郵便局       | 三次郵便局       | 三次市                       | 2006年10月15日まで君田郵便局の担当 |
| 728-05     | 庄原郵便局       | 口南郵便局       | 庄原市                       | 2006年10月15日まで口北郵便局の担当 |
| 728-06     | 三次郵便局       | 三次郵便局       | 三次市                       | 2015年3月1日まで川西郵便局の担当 |
| 729-01     | 松永郵便局       | 松永郵便局       | 福山市、尾道市               | |
| 729-02     | 松永郵便局       | 松永郵便局       | 福山市                       | 2006年10月15日まで備後本郷郵便局の担当 |
| 729-03     | 三原郵便局       | 三原郵便局       | 三原市                       | 1998年3月15日まで糸崎郵便局の担当 |
| 729-04     | 三原郵便局       | 三原郵便局       | 三原市                       | 2006年10月15日まで本郷郵便局の担当 |
| 729-12     | 三原郵便局       | 和木郵便局       | 三原市                       | 2015年3月1日まで大草郵便局の担当 |
| 729-13     | 三原郵便局       | 和木郵便局       | 三原市                       | |
| 729-14     | 三原郵便局       | 神田郵便局       | 三原市                       | |
| 729-22     | 三原郵便局       | 三原郵便局       | 三原市                       | 2003年2月16日まで幸崎郵便局の担当 |
| 729-23     | 竹原郵便局       | 竹原郵便局       | 竹原市、三原市               | 2023年2月12日まで忠海郵便局の担当 |
| 729-31     | 新市郵便局       | 新市郵便局       | 福山市                       | 1984年9月30日まで一部区域は金丸郵便局の担当 |
| 729-32     | 府中郵便局       | 府中郵便局       | 府中市                       | 2006年10月15日まで協和郵便局の担当 |
| 729-33     | 三次郵便局       | 三川郵便局       | 世羅郡世羅町                 | |
| 729-34     | 三次郵便局       | 上下郵便局       | 府中市                       | |
| 729-35     | 庄原郵便局       | 神石郵便局       | 神石郡神石高原町             | |
| 729-36     | 庄原郵便局       | 神石郵便局       | 神石郡神石高原町             | 2006年10月15日まで永野郵便局の担当 |
| 729-37     | 庄原郵便局       | 総領郵便局       | 庄原市                       | |
| 729-41     | 三次郵便局       | 甲奴郵便局       | 三次市                       | |
| 729-42     | 三次郵便局       | 吉舎郵便局       | 三次市                       | |
| 729-43     | 三次郵便局       | 吉舎郵便局       | 三次市                       | 2006年10月15日まで三良坂郵便局の担当 |
| 729-51     | 庄原郵便局       | 東城郵便局       | 庄原市                       | 1989年3月5日まで一部区域は田森郵便局の担当 2007年3月4日まで東城町新免・東城町三坂は油木郵便局の担当                                                                     |
| 729-52     | 庄原郵便局       | 東城郵便局       | 庄原市                       | 2006年10月15日まで帝釈郵便局の担当 |
| 729-54     | 庄原郵便局       | 小奴可郵便局     | 庄原市                       | 2006年10月15日まで川鳥郵便局の担当 |
| 729-55     | 庄原郵便局       | 小奴可郵便局     | 庄原市                       | |
| 729-56     | 庄原郵便局       | 小奴可郵便局     | 庄原市                       | 2006年10月15日まで八鉾郵便局の担当 |
| 729-57     | 庄原郵便局       | 西城郵便局       | 庄原市                       | |
| 729-58     | 庄原郵便局       | 庄原郵便局       | 庄原市                       | 2018年10月8日まで高郵便局の担当 |
| 729-61     | 庄原郵便局       | 庄原郵便局       | 庄原市                       | 2018年10月8日まで山内郵便局の担当 |
| 729-62     | 三次郵便局       | 三次郵便局       | 三次市                       | 2006年10月15日まで塩町郵便局の担当 |
| 729-63     | 三次郵便局       | 三次郵便局       | 三次市                       | 2006年10月15日まで川地郵便局の担当 |
| 729-66     | 三次郵便局       | 三和郵便局       | 三次市                       | |
| 729-67     | 三次郵便局       | 吉川郵便局       | 三次市、世羅郡世羅町         | |
| 730        | 広島中央郵便局   | 広島中央郵便局   | 広島市中区                   | 1985年9月29日まで旧：広島中央郵便局（現：広島JPビル郵便局）・広島西郵便局の担当                                                                                         |
| 731        | 広島郵便局       |                  | 広島県西部                   | 地域区分専門郵便局 |
| 731-01     | 安佐南郵便局     | 安佐南郵便局     | 広島市安佐南区               | |
| 731-02     | 可部郵便局       | 可部郵便局       | 広島市安佐北区               | |
| 731-03     | 高陽郵便局       | 吉田郵便局       | 安芸高田市                   | 2006年9月10日まで八千代郵便局の担当 |
| 731-05     | 高陽郵便局       | 吉田郵便局       | 安芸高田市                   | 1969年9月28日まで一部区域は入江郵便局（現：吉田入江郵便局）の担当 |
| 731-06     | 高陽郵便局       | 横田郵便局       | 安芸高田市                   | |
| 731-07     | 高陽郵便局       | 生桑郵便局       | 安芸高田市                   | |
| 731-11     | 可部郵便局       | 鈴張郵便局       | 広島市安佐北区               | 2007年3月4日まで安佐町小河内は豊平郵便局の担当 |
| 731-12     | 可部郵便局       | 豊平郵便局       | 山県郡北広島町               | 2006年9月10日まで吉坂郵便局の担当 （2007年3月5日に広島市安佐北区安佐町小河内は「731-11」へ番号変更・鈴張郵便局へ移管）                                                  |
| 731-15     | 可部郵便局       | 千代田郵便局     | 山県郡北広島町               | 1988年3月6日まで一部区域は本地郵便局・壬生郵便局・蔵迫郵便局の担当 |
| 731-17     | 可部郵便局       | 豊平郵便局       | 山県郡北広島町               | 1987年3月15日まで一部区域は志路原郵便局の担当 |
| 731-21     | 可部郵便局       | 大朝郵便局       | 山県郡北広島町               | 1982年8月29日まで一部区域は新庄郵便局の担当 |
| 731-22     | 可部郵便局       | 芸北郵便局       | 山県郡北広島町               | 2006年9月10日まで美和郵便局の担当 |
| 731-23     | 可部郵便局       | 芸北郵便局       | 山県郡北広島町               | |
| 731-24     | 可部郵便局       | 雄鹿原郵便局     | 山県郡北広島町               | |
| 731-25     | 可部郵便局       | 雄鹿原郵便局     | 山県郡北広島町               | 2006年9月10日まで八幡郵便局の担当 |
| 731-31     | 広島中央郵便局   | 伴郵便局         | 広島市安佐南区               | |
| 731-32     | 広島中央郵便局   | 伴郵便局         | 広島市安佐南区               | 2006年9月10日まで戸山郵便局の担当 |
| 731-33     | 広島中央郵便局   | 日浦郵便局       | 広島市安佐北区               | |
| 731-34     | 可部郵便局       | 加計郵便局       | 山県郡安芸太田町             | 2006年9月10日まで安野郵便局の担当 |
| 731-35     | 可部郵便局       | 加計郵便局       | 山県郡安芸太田町、北広島町   | |
| 731-36     | 可部郵便局       | 加計郵便局       | 山県郡安芸太田町             | 2006年9月10日まで上殿郵便局の担当 |
| 731-37     | 可部郵便局       | 戸河内郵便局     | 山県郡安芸太田町             | 2006年9月10日まで筒賀郵便局の担当 |
| 731-38     | 可部郵便局       | 戸河内郵便局     | 山県郡安芸太田町             | |
| 731-42     | 広島中央郵便局   | 熊野郵便局       | 安芸郡熊野町、広島市安芸区   | |
| 731-43     | 広島中央郵便局   | 坂郵便局         | 安芸郡坂町                   | |
| 731-51     | 安芸五日市郵便局 | 安芸五日市郵便局 | 広島市佐伯区                 | 1983年2月27日まで廿日市郵便局・寺田郵便局（現：広島八幡東郵便局）の担当                                                                                                 |
| 732        | 広島中央郵便局   | 広島中央郵便局   | 広島市東区                   | 732-8501、8511、8564〜8566、8568、8765を除く。 1985年9月29日まで旧：広島中央郵便局 1985年9月29日まで「730」 2019年9月16日まで広島東郵便局（現：広島JPビル郵便局）の担当 |
| 732-08     | 宇品郵便局       | 宇品郵便局       | 広島市南区                   | 732-8501、8511、8564〜8566、8568、8765を含む。 1985年9月29日まで旧：広島中央郵便局 1985年9月29日まで「730」 2019年9月16日まで広島東郵便局（現：広島JPビル郵便局）の担当 |
| 733        | 広島西郵便局     | 広島西郵便局     | 広島市西区                   | |
| 734        | 宇品郵便局       | 宇品郵便局       | 広島市南区                   | |
| 734-01     | 呉郵便局         | 御手洗郵便局     | 呉市                         | 2006年9月10日まで豊島郵便局の担当 |
| 734-03     | 呉郵便局         | 御手洗郵便局     | 呉市                         | 1983年10月2日まで一部区域は久友郵便局の担当 |
| 735        | 安芸府中郵便局   | 安芸府中郵便局   | 安芸郡府中町                 | |
| 736        | 海田郵便局       | 海田郵便局       | 安芸郡海田町、広島市安芸区   | 1977年3月27日まで一部区域は矢野郵便局の担当 |
| 737        | 呉郵便局         | 呉郵便局         | 呉市                         | 1981年5月17日まで一部区域は警固屋郵便局（現：呉警固屋郵便局）の担当 1983年5月22日まで一部区域は天応郵便局（現：呉天応郵便局）の担当                                     |
| 737-01     | 広郵便局         | 広郵便局         | 呉市                         | 1980年1月27日まで一部区域は仁方郵便局（現：呉仁方郵便局）の担当 1999年まで一部区域は下黒瀬郵便局の担当                                                                  |
| 737-03     | 呉郵便局         | 蒲刈郵便局       | 呉市                         | 2021年2月21日まで下蒲刈郵便局の担当 |
| 737-04     | 呉郵便局         | 蒲刈郵便局       | 呉市                         | |
| 737-12     | 呉郵便局         | 呉郵便局         | 呉市                         | 2015年3月1日まで音戸郵便局の担当 |
| 737-13     | 呉郵便局         | 倉橋郵便局       | 呉市                         | |
| 737-21     | 呉郵便局         | 江田島郵便局     | 江田島市                     | |
| 737-22     | 呉郵便局         | 江田島郵便局     | 江田島市                     | 2006年9月10日まで大柿郵便局の担当 |
| 737-23     | 呉郵便局         | 江田島郵便局     | 江田島市                     | 2006年9月10日まで能美郵便局の担当 |
| 737-25     | 呉郵便局         | 川尻郵便局       | 呉市                         | 2007年3月4日まで「729-25」 2021年2月21日まで安浦郵便局の担当 |
| 737-26     | 呉郵便局         | 川尻郵便局       | 呉市                         | 2007年3月4日まで「729-26」 |
| 738        | 廿日市郵便局     | 廿日市郵便局     | 廿日市市                     | |
| 738-02     | 廿日市郵便局     | 佐伯郵便局       | 廿日市市                     | 1985年6月23日まで一部区域は友和郵便局・玖島郵便局の担当 |
| 738-03     | 廿日市郵便局     | 佐伯郵便局       | 廿日市市                     | 2006年9月10日まで吉和郵便局の担当 |
| 738-05     | 廿日市郵便局     | 砂谷郵便局       | 広島市佐伯区                 | |
| 738-06     | 廿日市郵便局     | 水内郵便局       | 広島市佐伯区                 | |
| 738-07     | 廿日市郵便局     | 水内郵便局       | 広島市佐伯区                 | 2003年7月27日まで上水内郵便局の担当 |
| 739        | 安芸西条郵便局   | 安芸西条郵便局   | 東広島市                     | 1984年9月30日まで一部区域は三永郵便局の担当 1995年3月19日まで「724」 |
| 739-01     | 安芸西条郵便局   | 八本松郵便局     | 東広島市                     | |
| 739-02     | 安芸西条郵便局   | 八本松郵便局     | 東広島市                     | 1992年7月5日まで志和郵便局（現：志和堀郵便局）の担当 2006年9月10日まで西志和郵便局の担当                                                                                |
| 739-03     | 海田郵便局       | 海田郵便局       | 広島市安芸区                 | 2015年8月22日まで瀬野川郵便局の担当 |
| 739-04     | 大野郵便局       | 大野郵便局       | 廿日市市                     | |
| 739-05     | 大野郵便局       | 大野郵便局       | 廿日市市                     | （厳島地域）1995年9月3日まで宮島郵便局の担当 |
| 739-06     | 大竹郵便局       | 大竹郵便局       | 大竹市、廿日市市             | |
| 739-11     | 高陽郵便局       | 吉田郵便局       | 安芸高田市                   | 1994年6月12日まで甲立郵便局 1994年6月12日まで一部区域は小田郵便局の担当 1994年6月12日まで「729-64」「739-11」 2006年9月10日まで甲田郵便局の担当                         |
| 739-12     | 高陽郵便局       | 吉田郵便局       | 安芸高田市                   | 2006年9月10日まで向原郵便局の担当 |
| 739-13     | 高陽郵便局       | 高南郵便局       | 広島市安佐北区               | 2006年9月10日まで井原郵便局の担当 |
| 739-14     | 高陽郵便局       | 高南郵便局       | 広島市安佐北区               | |
| 739-15     | 高陽郵便局       | 高南郵便局       | 広島市安佐北区               | 2006年9月10日まで安芸三田郵便局の担当 |
| 739-17     | 高陽郵便局       | 高陽郵便局       | 広島市安佐北区               | 1980年3月2日まで一部区域は狩留家郵便局の担当 |
| 739-18     | 高陽郵便局       | 高宮郵便局       | 安芸高田市                   | 1994年6月12日まで「729-65」 |
| 739-21     | 安芸西条郵便局   | 高屋郵便局       | 東広島市                     | 1995年3月19日まで西高屋郵便局 1995年3月19日まで一部区域は造賀郵便局・小谷郵便局・白市郵便局の担当 1995年3月19日まで「729-17」「724-01」「729-15」「729-16」             |
| 739-22     | 安芸西条郵便局   | 河内郵便局       | 東広島市                     | 1995年3月19日まで一部区域は造賀郵便局・小谷郵便局の担当 2007年3月4日まで「729-11」                                                                                      |
| 739-23     | 安芸西条郵便局   | 福富郵便局       | 東広島市                     | 1995年3月19日まで一部区域は造賀郵便局の担当 2006年10月15日まで一部区域は豊栄郵便局の担当 2007年3月4日まで「724-02」「724-03」                                           |
| 739-24     | 安芸西条郵便局   | 安芸津郵便局     | 東広島市                     | 2007年3月4日まで「729-24」 |
| 739-25     | 安芸西条郵便局   | 板城郵便局       | 東広島市                     | 2007年3月4日まで「724-05」 |
| 739-26     | 安芸西条郵便局   | 黒瀬郵便局       | 東広島市                     | 2007年3月4日まで「724-06」 |
| 739-27     | 安芸西条郵便局   | 黒瀬郵便局       | 東広島市                     | 2007年3月4日まで「724-07」 2021年2月21日まで下黒瀬郵便局の担当 |

### 地域番号74・75（山口県）
| 郵便区番号 | 管轄局         | 集配局         | 担当区域（一部または全域） | 備考                                                                                                  |
| ---------- | -------------- | -------------- | -------------------------- | --- |
| 740        | 岩国郵便局     | 岩国郵便局     | 岩国市、玖珂郡和木町       | |
| 740-03     | 岩国郵便局     | 北河内郵便局   | 岩国市                     | 1988年11月13日まで一部区域は南河内郵便局の担当                                                        |
| 740-05     | 岩国郵便局     | 広瀬郵便局     | 岩国市                     | 2021年2月21日まで河山郵便局の担当                                                                     |
| 740-06     | 岩国郵便局     | 美和郵便局     | 岩国市                     | 2006年9月10日まで本郷郵便局の担当                                                                     |
| 740-07     | 岩国郵便局     | 広瀬郵便局     | 岩国市                     | |
| 740-08     | 岩国郵便局     | 広瀬郵便局     | 岩国市                     | 2006年9月10日まで深須郵便局の担当                                                                     |
| 740-09     | 岩国郵便局     | 広瀬郵便局     | 岩国市                     | 2006年9月10日まで高根郵便局の担当                                                                     |
| 740-12     | 岩国郵便局     | 美和郵便局     | 岩国市                     | 1991年5月26日まで一部区域は坂上郵便局・秋中郵便局の担当                                               |
| 740-14     | 岩国郵便局     | 由宇郵便局     | 岩国市                     | |
| 741        | 岩国郵便局     | 岩国郵便局     | 岩国市                     | 2018年2月11日まで岩国西郵便局の担当                                                                   |
| 742        | 柳井郵便局     | 柳井郵便局     | 柳井市                     | |
| 742-01     | 柳井郵便局     | 柳井郵便局     | 柳井市                     | 2006年9月10日まで日積郵便局の担当                                                                     |
| 742-02     | 柳井郵便局     | 柳井郵便局     | 柳井市                     | 2006年9月10日まで伊陸郵便局の担当                                                                     |
| 742-03     | 岩国郵便局     | 玖珂郵便局     | 岩国市                     | |
| 742-04     | 岩国郵便局     | 高森郵便局     | 岩国市                     | 1988年3月6日まで一部区域は川越郵便局の担当                                                            |
| 742-11     | 岩国郵便局     | 平生郵便局     | 熊毛郡平生町               | 1985年11月17日まで一部区域は佐賀郵便局の担当                                                          |
| 742-13     | 柳井郵便局     | 柳井郵便局     | 柳井市                     | 2018年3月11日まで阿月郵便局の担当                                                                     |
| 742-14     | 岩国郵便局     | 上関郵便局     | 熊毛郡上関町               | |
| 742-15     | 岩国郵便局     | 田布施郵便局   | 熊毛郡田布施町             | |
| 742-21     | 岩国郵便局     | 大島郵便局     | 大島郡周防大島町           | 1984年9月30日まで一部区域は蒲野郵便局の担当                                                           |
| 742-23     | 岩国郵便局     | 大島郵便局     | 大島郡周防大島町           | 2006年9月10日まで久賀郵便局の担当                                                                     |
| 742-25     | 岩国郵便局     | 平野郵便局     | 大島郡周防大島町           | |
| 742-26     | 岩国郵便局     | 平野郵便局     | 大島郡周防大島町           | 2006年9月10日まで油田郵便局の担当                                                                     |
| 742-27     | 岩国郵便局     | 大島郵便局     | 大島郡周防大島町           | 2017年3月12日まで沖浦郵便局の担当                                                                     |
| 742-28     | 岩国郵便局     | 橘郵便局       | 大島郡周防大島町           | 1986年3月23日まで一部区域は日良居郵便局の担当                                                         |
| 742-29     | 岩国郵便局     | 平野郵便局     | 大島郡周防大島町           | 2006年9月10日まで白木郵便局の担当                                                                     |
| 743        | 光郵便局       | 光郵便局       | 光市                       | |
| 743-01     | 光郵便局       | 光郵便局       | 光市                       | 2018年3月11日まで岩田郵便局の担当                                                                     |
| 744        | 下松郵便局     | 下松郵便局     | 下松市                     | 1980年7月6日まで一部区域は花岡郵便局（現・下松花岡郵便局）の担当                                      |
| 744-02     | 下松郵便局     | 下松郵便局     | 下松市                     | 2006年9月10日まで米川郵便局の担当                                                                     |
| 745        | 徳山郵便局     | 徳山郵便局     | 周南市                     | |
| 745-01     | 徳山郵便局     | 須々万郵便局   | 周南市                     | |
| 745-02     | 徳山郵便局     | 鹿野郵便局     | 周南市                     | 2006年9月10日まで向道郵便局の担当                                                                     |
| 745-03     | 徳山郵便局     | 鹿野郵便局     | 周南市                     | |
| 745-04     | 徳山郵便局     | 須々万郵便局   | 周南市                     | 2006年9月10日まで須金郵便局の担当                                                                     |
| 745-05     | 徳山郵便局     | 須々万郵便局   | 周南市                     | 2006年9月10日まで中須郵便局の担当                                                                     |
| 745-06     | 徳山郵便局     | 熊毛郵便局     | 周南市                     | 2006年9月10日まで熊毛郵便局の担当 2016年3月6日まで徳山郵便局の担当                                    |
| 745-11     | 徳山郵便局     | 徳山郵便局     | 周南市                     | 2006年9月10日まで戸田郵便局の担当 2018年2月11日まで新南陽郵便局の担当                                 |
| 746        | 徳山郵便局     | 徳山郵便局     | 周南市                     | 2018年2月11日まで新南陽郵便局の担当                                                                   |
| 746-01     | 徳山郵便局     | 徳山郵便局     | 周南市                     | 2006年9月10日まで高瀬郵便局の担当 2018年2月11日まで新南陽郵便局の担当                                 |
| 747        | 防府郵便局     | 防府郵便局     | 防府市                     | |
| 747-01     | 防府郵便局     | 防府郵便局     | 防府市                     | 2006年9月10日まで奈美郵便局の担当                                                                     |
| 747-02     | 徳山郵便局     | 堀郵便局       | 山口市                     | |
| 747-03     | 徳山郵便局     | 八坂郵便局     | 山口市                     | |
| 747-04     | 徳山郵便局     | 大原郵便局     | 山口市                     | |
| 747-05     | 徳山郵便局     | 島地郵便局     | 山口市                     | |
| 747-06     | 徳山郵便局     | 串郵便局       | 山口市、周南市             | |
| 747-11     | 防府郵便局     | 防府郵便局     | 防府市                     | 2006年9月10日まで富海郵便局の担当                                                                     |
| 747-12     | 防府郵便局     | 防府郵便局     | 防府市、山口市             | 2006年9月10日まで大道郵便局の担当                                                                     |
| 749-01     | 柳井郵便局     | 柳井郵便局     | 柳井市                     | 2006年9月10日まで大畠郵便局の担当                                                                     |
| 750        | 下関郵便局     | 下関郵便局     | 下関市                     | |
| 750-02     | 下関郵便局     | 菊川郵便局     | 下関市                     | 2017年3月12日まで内日郵便局の担当                                                                     |
| 750-03     | 下関郵便局     | 菊川郵便局     | 下関市                     | |
| 750-04     | 下関郵便局     | 豊田郵便局     | 下関市                     | 1993年7月4日まで一部区域は豊田中郵便局・殿居郵便局の担当                                              |
| 750-06     | 宇部郵便局     | 美祢郵便局     | 美祢市                     | 2006年9月10日まで豊田前郵便局の担当                                                                   |
| 750-11     | 下関郵便局     | 小月郵便局     | 下関市                     | 1982年6月13日まで一部区域は吉田郵便局（現・下関吉田郵便局）の担当                                     |
| 751        | 下関東郵便局   | 下関東郵便局   | 下関市                     | 1975年5月11日まで一部区域は勝山郵便局の担当                                                           |
| 752        | 長府郵便局     | 長府郵便局     | 下関市                     | |
| 753        | 山口中央郵便局 | 山口中央郵便局 | 山口市                     | |
| 753-01     | 山口中央郵便局 | 明木郵便局     | 萩市                       | 2006年9月10日まで佐々並郵便局の担当                                                                   |
| 753-02     | 山口中央郵便局 | 山口中央郵便局 | 山口市                     | 1986年9月30日まで「747-13」 2006年9月10日まで大内郵便局の担当                                         |
| 753-03     | 山口中央郵便局 | 山口中央郵便局 | 山口市                     | 1986年9月30日まで「759-11」 2006年9月10日まで仁保郵便局の担当                                         |
| 754        | 小郡郵便局     | 小郡郵便局     | 山口市                     | |
| 754-01     | 宇部郵便局     | 真長田郵便局   | 美祢市                     | |
| 754-02     | 宇部郵便局     | 大田郵便局     | 美祢市                     | |
| 754-03     | 宇部郵便局     | 大田郵便局     | 美祢市                     | 2019年10月14日まで絵堂郵便局（現・赤郷郵便局）の担当                                                  |
| 754-04     | 山口中央郵便局 | 明木郵便局     | 萩市                       | |
| 754-05     | 宇部郵便局     | 秋吉郵便局     | 美祢市                     | |
| 754-06     | 宇部郵便局     | 秋吉郵便局     | 美祢市                     | 2006年9月10日まで嘉万郵便局の担当                                                                     |
| 754-11     | 小郡郵便局     | 小郡郵便局     | 山口市                     | 2006年9月10日まで秋穂郵便局の担当                                                                     |
| 754-12     | 小郡郵便局     | 小郡郵便局     | 山口市                     | 2006年9月10日まで阿知須郵便局の担当                                                                   |
| 754-13     | 宇部郵便局     | 小野郵便局     | 宇部市                     | |
| 755        | 宇部郵便局     | 宇部郵便局     | 宇部市                     | |
| 755-01     | 宇部郵便局     | 宇部郵便局     | 宇部市                     | 2006年9月10日まで床波郵便局の担当                                                                     |
| 755-02     | 宇部郵便局     | 宇部郵便局     | 宇部市                     | 2006年9月10日まで東岐波郵便局の担当                                                                   |
| 756        | 小野田郵便局   | 小野田郵便局   | 山陽小野田市               | |
| 757        | 厚狭郵便局     | 厚狭郵便局     | 山陽小野田市               | 1987年3月29日まで一部区域は埴生郵便局の担当                                                           |
| 757-02     | 宇部郵便局     | 宇部郵便局     | 宇部市                     | 2006年9月10日まで船木郵便局の担当                                                                     |
| 757-04     | 宇部郵便局     | 小野郵便局     | 宇部市                     | 2011年9月30日まで宇部支店東吉部集配センター（東吉部郵便局併設）の担当                                 |
| 758        | 萩郵便局       | 萩郵便局       | 萩市                       | |
| 758-01     | 萩郵便局       | 萩郵便局       | 萩市                       | 2015年3月1日まで川上郵便局の担当                                                                      |
| 758-02     | 萩郵便局       | 萩郵便局       | 萩市                       | 2006年9月10日まで福井郵便局の担当                                                                     |
| 758-03     | 山口中央郵便局 | むつみ郵便局   | 萩市                       | 1994年3月13日まで一部区域は高俣郵便局の担当                                                           |
| 758-05     | 萩郵便局       | 萩郵便局       | 萩市                       | 2006年9月10日まで紫福郵便局の担当                                                                     |
| 758-06     | 山口中央郵便局 | 福賀郵便局     | 阿武郡阿武町               | |
| 758-07     | 萩郵便局       | 萩郵便局       | 萩市                       | 2007年3月4日まで見島郵便局の担当                                                                      |
| 759        | 山口郵便局     |                | 山口県全域                 | 地域区分専門郵便局                                                                                    |
| 759-01     | 宇部郵便局     | 宇部郵便局     | 宇部市                     | 2006年9月10日まで厚東郵便局の担当                                                                     |
| 759-02     | 宇部郵便局     | 宇部郵便局     | 宇部市                     | 1999年5月30日まで宇部西郵便局（現・宇部東割郵便局）の担当                                             |
| 759-12     | 山口中央郵便局 | 地福郵便局     | 山口市                     | 2006年9月10日まで篠生郵便局の担当                                                                     |
| 759-13     | 山口中央郵便局 | 生雲郵便局     | 山口市                     | |
| 759-14     | 山口中央郵便局 | 地福郵便局     | 山口市                     | |
| 759-15     | 山口中央郵便局 | 地福郵便局     | 山口市                     | 2017年3月12日まで徳佐郵便局の担当                                                                     |
| 759-16     | 山口中央郵便局 | 生雲郵便局     | 山口市                     | 2006年9月10日まで嘉年郵便局の担当 2017年3月12日まで徳佐郵便局の担当 2018年1月31日まで地福郵便局の担当 |
| 759-21     | 宇部郵便局     | 美祢郵便局     | 美祢市                     | 2006年9月10日まで厚保郵便局の担当                                                                     |
| 759-22     | 宇部郵便局     | 美祢郵便局     | 美祢市                     | |
| 759-23     | 宇部郵便局     | 美祢郵便局     | 美祢市                     | 2006年9月10日まで於福郵便局の担当                                                                     |
| 759-31     | 山口中央郵便局 | 須佐郵便局     | 萩市                       | 2006年9月10日まで江崎郵便局の担当                                                                     |
| 759-32     | 山口中央郵便局 | 須佐郵便局     | 萩市                       | 2006年9月10日まで小川郵便局の担当                                                                     |
| 759-33     | 山口中央郵便局 | 須佐郵便局     | 萩市                       | 2006年9月10日まで弥富郵便局の担当                                                                     |
| 759-34     | 山口中央郵便局 | 須佐郵便局     | 萩市                       | |
| 759-35     | 山口中央郵便局 | 奈古郵便局     | 阿武郡阿武町               | 2006年9月10日まで宇田郵便局の担当                                                                     |
| 759-36     | 山口中央郵便局 | 奈古郵便局     | 阿武郡阿武町、萩市         | |
| 759-37     | 萩郵便局       | 萩郵便局       | 萩市                       | 2006年9月10日まで三見郵便局の担当                                                                     |
| 759-38     | 長門郵便局     | 三隅郵便局     | 長門市                     | |
| 759-41     | 長門郵便局     | 長門郵便局     | 長門市                     | 1982年7月25日まで一部区域は通郵便局の担当                                                             |
| 759-42     | 長門郵便局     | 俵山郵便局     | 長門市                     | |
| 759-44     | 長門郵便局     | 日置郵便局     | 長門市                     | |
| 759-45     | 長門郵便局     | 油谷郵便局     | 長門市                     | |
| 759-46     | 長門郵便局     | 久津郵便局     | 長門市                     | |
| 759-47     | 長門郵便局     | 久津郵便局     | 長門市                     | 2017年3月12日まで宇津賀郵便局の担当                                                                   |
| 759-51     | 下関郵便局     | 粟野郵便局     | 下関市                     | |
| 759-52     | 下関郵便局     | 阿川郵便局     | 下関市                     | |
| 759-53     | 下関郵便局     | 特牛郵便局     | 下関市                     | 1985年9月15日まで一部区域は角島郵便局の担当                                                           |
| 759-55     | 下関郵便局     | 滝部郵便局     | 下関市                     | 1984年7月8日まで一部区域は宇賀郵便局の担当                                                            |
| 759-61     | 下関郵便局     | 矢玉郵便局     | 下関市                     | |
| 759-63     | 下関郵便局     | 豊浦郵便局     | 下関市                     | 1984年7月8日まで一部区域は宇賀郵便局の担当 1992年3月8日まで一部区域は黒井郵便局の担当                 |
| 759-65     | 下関東郵便局   | 下関東郵便局   | 下関市                     | 2015年3月1日まで吉見郵便局の担当                                                                      |
| 759-66     | 下関東郵便局   | 下関東郵便局   | 下関市                     | 2006年9月10日まで安岡郵便局の担当                                                                     |